# Frane Baće
Frane Baće (Pakoštane, 3. listopada 1911. – Zagreb, 28. svibnja 1993.) bio je hrvatski slikar i grafičar.

## Životopis
Akademiju likovnih umjetnosti u Zagrebu završio je 1934. godine. Bio je vrstan pedagog, organizator i aktivan djelatnik Udruženja likovnih umjetnika Hrvatske. Bio je profesor na Akademiji likovnih umjetnosti u Zagrebu, na odsjeku grafike (1956. – 1982.), gdje je zajedno s Marijanom Detonijem 1956. osnovao Grafički odjel s dodiplomskim i postdiplomskim studijem. Iste godine bio je uz Vilka Glihu Selana i Ivana Švertaseka suosnivač Radionice za obradu plemenitih metala pri Školi primijenjenih umjetnosti u Zagrebu (danas Radionica primijenjenih umjetnosti d.d.). Uz grafiku i slikarstvo bavio se dizajnom stakla, obradom plemenitog metala, ilustracijama i opremom knjiga. Na Akademiji likovnih umjetnosti radio je sve do umirovljenja 1982.